# Муртузалиев, Нурмагомед Магомеддибирович
Нурмагомед Магомеддибирович Муртузалиев (азерб. Nurməhəmməd Məhəmməddibiroviç Murtuzəliyev; 9 ноября 1986, Махачкала, СССР) — российский и азербайджанский футболист.

## Карьера

### Клубная
Воспитанник дагестанского футбола. С 2003 года по 2004 год выступал за махачкалинское «Динамо». Далее перешёл в азербайджанский «Олимпик» из Баку. 4 августа 2006 год в преддверии стартующего чемпионата Азербайджана Ассоциация футбольных федераций Азербайджана на заседании решился вопрос о том, кто из иностранных футболистов Премьер-лиги, выступающих в чемпионате, будет подпадать под лимит на легионеров, на котором было принято решение, что бывший игрок «Олимпика» с нового сезона не будет являться легионером. В сезоне 2005/06 сыграл 3 матча, в которых забитыми мячами не отметился.

### В сборной
В 2003 году будучи игроком «Динамо» Нурмагомед Муртузалиев выступал за юношеской сборной Азербайджана. 2 октября 2004 года в Македонии в рамках отборочного цикла чемпионата Европы 2005 года среди молодёжных сборных (до 19 лет) впервые между собой встретились молодёжные сборные Азербайджана и Армении, а сам Нурмагомедов отметился в той игре забитым мячом.